# 82 Pegasi
82 Pegasi, eller HT Pegasi, är en pulserande variabel av Delta Scuti-typ (DSCTC) i stjärnbilden Pegasus.
82 Pegasi varierar mellan visuell magnitud +5,3 och 5,39 med en period av 0,06 dygn eller 86 minuter. Den befinner sig på ett avstånd av ungefär 185 ljusår.